# Barrière des Quatre Vents (Saint-Barthélemy)
La Barrière des Quatre Vents est un quartier de Saint-Barthélemy dans les Caraïbes. Il est situé dans la partie nord-est de l'île entre Lorient, Camaruche et Pointe Milou. La Barrière des Quatre Vents est une colline d'une altitude de 94 mètres.